# Il vigilante di Pizen Bluff
Il Vigilante di Pizen Bluff è una storia Disney scritta e disegnata da Don Rosa che, per i temi trattati è collegata alla Saga di Paperon de' Paperoni, realizzata sempre da Rosa fra il 1992 e il 1994.

## Trama
Paperone racconta ai nipotini di quando era giovane e si trovava a Pizen Bluff, in Arizona. Lui insieme a suo zio Manibuche, a Phineas Taylor Barnum, a Buffalo Bill, a Annie Oakley e a Geronimo andarono a caccia dei fratelli Dalton, tre rapinatori che avevano rubato gli incassi dello spettacolo circense di Barnum e anche i risparmi di Manibuche.
Grazie al Manuale delle Giovani Marmotte e a Qui, Quo e Qua, Paperone scopre che nel suo album si trova la mappa di un tesoro.

## Storia editoriale
La storia è stata pubblicata su varie testate in tutto il mondo e in Italia per la prima volta su Zio Paperone n. 103 del 1998 e poi ristampata varie volte.